# 管道昇

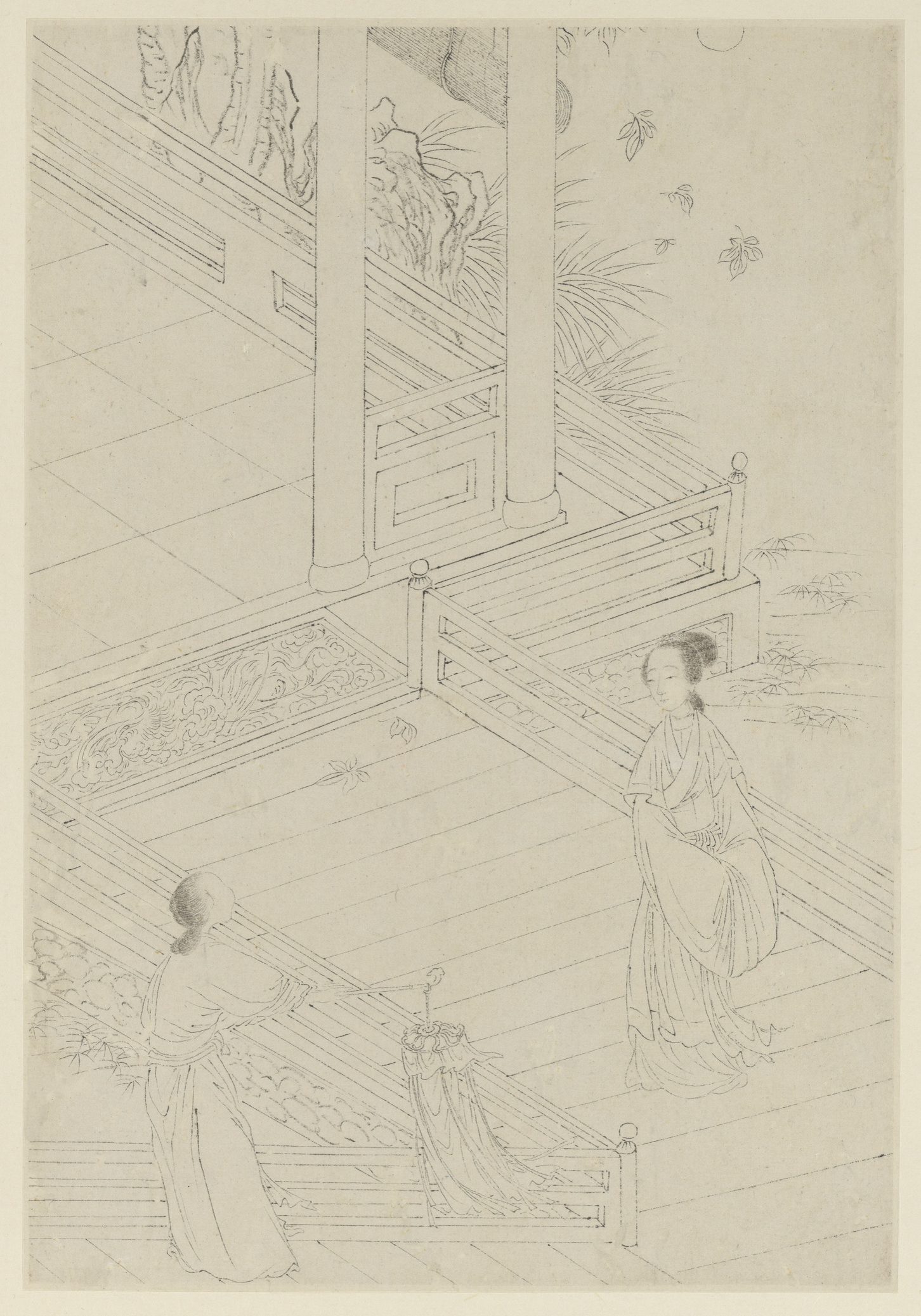
仲姬內宴，清改琦繪

管道昇（1262年—1319年），字仲姬，一字瑤姬。一說為吳興人、一說為泖西小蒸人，元朝女文人畫畫家。在元仁宗延祐四年（1317年）封為魏國夫人，世稱「管夫人」。擅畫四君子之墨竹、梅花、蘭花。又工山水畫、佛像、詩文、書法等。

## 家族

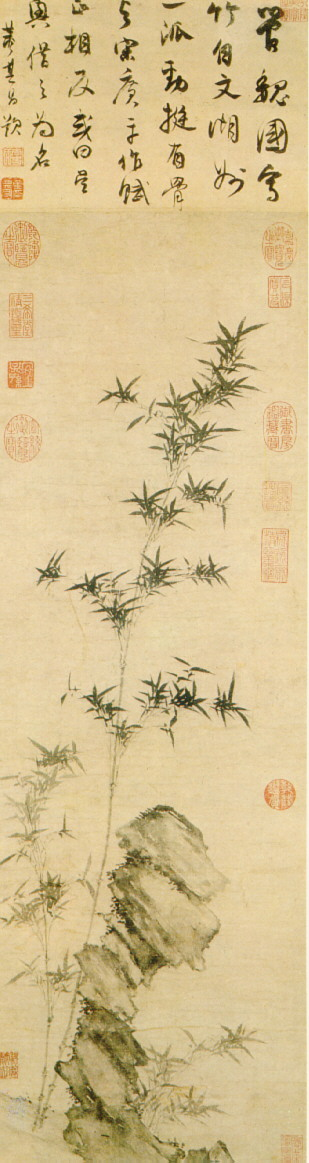
《竹石图》，現藏於台灣國立故宮博物院

父管申，母周氏。丈夫趙孟頫。

## 作品

### 書法畫作
- 《趙管尺牘合璧巻》，現藏於中國北京故宮博物院
- 《趙氏一門三竹圖卷》，現藏於中國北京故宮博物院
- 元武宗至大元年（1308年）於碧浪湖上作《水竹圖》卷，現藏於中國北京故宮博物院
- 《竹石圖》，現藏於台灣國立故宮博物院
- 元武宗至大二年（1309）《竹溪攬勝》軸，現藏於台灣國立故宮博物院
- 《畫茄》軸，現藏於台灣國立故宮博物院
- 《趙管蘭竹合壁卷》，現藏於美國紐約大都會博物館
- 大德六年（1302年）臨吳道子《魚籃觀音圖》軸，現藏於日本大阪市立美術館
- 皇慶二年（1313年）作《墨竹圖》卷，此图与赵孟頫、赵雍墨竹合装一卷, 世稱《趙氏一門三竹圖卷》
- 小楷璇璣圖詩並若蘭小像，現藏於美國劍橋哈佛藝術博物館，17世紀摹本[6]
- 若蘭小像，現藏於蘇俄莫斯科東方藝術博物館，明末託作

### 詩詞
- 《我儂詞》
- 《漁父詞》
- 《寄子昂君墨竹》
- 《題畫竹》
- 人生貴極是王侯，浮利浮名不自由。爭得似，一扁舟。弄月吟風歸去休。

### 著作
- 《墨竹譜》，收錄於《古今圖書集成》·博物彙編·藝術典·畫部·彙考十二[7]

## 轶闻

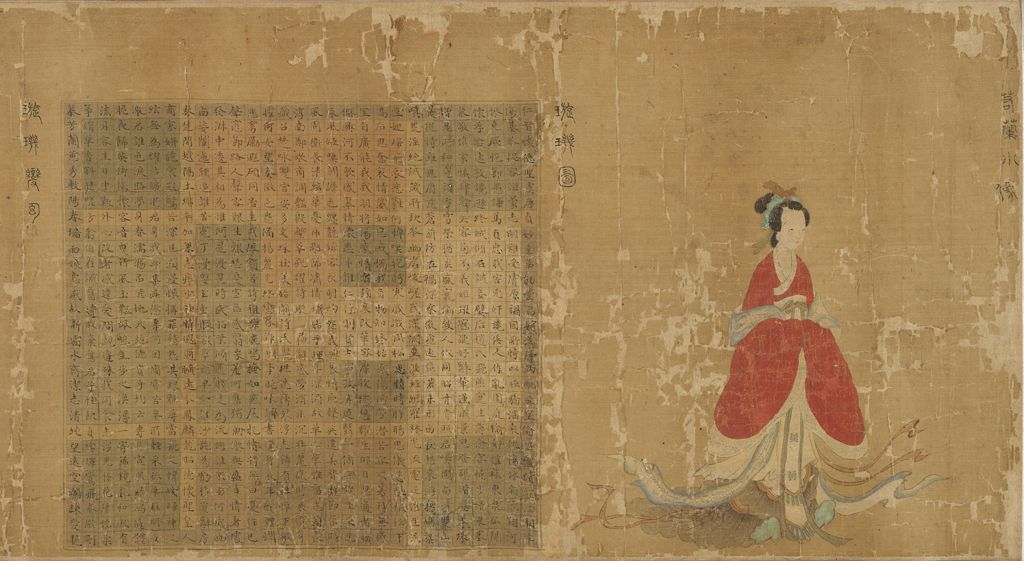
苏蕙与璇玑图

- 元仁宗曾将赵孟頫、管道昇及子赵雍的三段书迹装为卷轴，命藏之秘书監，曰“使后世知我朝有一家夫妇父子皆善书也。”[8]
- 管道昇有一首著名的《我儂詞》，据说赵孟頫50岁时想效仿当时的名士纳妾，又不好意思告诉老婆，老婆知道了，写下这首词，而赵孟頫在看了《我侬词》之后，不由得被深深地打动了，从此再没有提过纳妾之事。《我侬词》全文如下：“你侬我侬，忒煞情多；情多处，热似火；把一块泥，捻一个你，塑一个我。将咱两个一齐打破，用水调和；再捻一个你，再塑一个我。我泥中有你，你泥中有我：我与你生同一个衾，死同一个椁。”[9][10]
- 管道昇生有六女三子，惟長子趙亮早卒[11]。
- 管道昇相夫教子，传承书香画艺，栽培子孙后代，“赵氏一门”三代人出了七个大画家[12]：赵孟頫、管道昇、子赵雍、趙奕[13]、孫赵麟、趙鳳及外孫王蒙。[14]

### 腳註
1. ↑  《四庫全書》收錄元趙孟頫撰《松雪齋外集》·魏國夫人管氏墓誌銘：「夫人諱道昇，姓管氏，字仲姬，吳興人也。」
2. ↑  陳衍元詩紀事·卷36·閨閣·管道昇：“道昇字仲姬，一字瑤姬，吳興人。趙孟頫妻。封魏國夫人。”
3. ↑  明陳繼儒《太平清話》卷二：「管夫人出泖西小蒸，今其路尚名管道。」
4. ↑  . 上海市地方志办公室.   [2013-12-11]. （原始内容存档于2017-02-27） （中文（中国大陆））.
5. ↑  .   [2013-12-11]. （原始内容存档于2013-12-14） （中文（中国大陆））.
6. ↑  .   [2013-12-12]. （原始内容存档于2021-02-09） （英语）.
7. ↑  .   [2013-12-12]. （原始内容存档于2019-08-20） （中文（臺灣））.
8. ↑  《四庫全書》收錄明陶宗儀撰《書史會要》卷七：“管夫人諱道昇字仲姫吳興人趙魏公室封魏國夫人有才略聰明過人為詞章作墨竹筆意清絶亦能書仁宗嘗取夫人書合魏公及子雍書善裝為卷軸識以御寳命藏之秘書監曰使後世知我朝有一家夫婦父子皆善書也。”
9. ↑  明蔣一葵《堯山堂外紀》卷七十·元：“趙松雪欲置妾，以小詞調管夫人云：“我為學士，你做夫人。豈不聞，陶學士有桃葉桃根，蘇學士有朝雲暮雲。我便多娶幾個吳姬越女何過分？你年紀已過四旬，只管佔住玉堂春。”管夫人答云：“你儂我儂，忒煞情多。情多處，熱似火。把一塊泥，捻一個你，塑一個我。將咱兩個，一齊打破，用水調和。再捻一個你，再塑一個我。我泥中有你，你泥中有我。與你生同一個衾，死同一個槨。”松雪得詞，大笑而止。”
10. ↑  王瑞来著. . 太原：山西教育出版社. 2015.08: 349. ISBN 978-7-5440-7749-1.
11. ↑  梁景和主编；诸怡敏副主编. . 北京：首都师范大学出版社. 2013.07: 107. ISBN 978-7-5656-1612-9.
12. ↑  陈洪岭，简墨著. . 济南：山东电子音像出版社. 2015.04: 264. ISBN 978-7-83012-057-3.
13. ↑  元史·卷172·趙孟頫：「子雍、奕，並以書畫知名。」
14. ↑  支金平. . 文史天地、文匯新民聯合報業集團. 2013-09-09  [2013-12-12] （中文（臺灣））.[永久]

### 文獻
- 《明前名人手札赏评》——靳永，山东美术出版社